# Сон

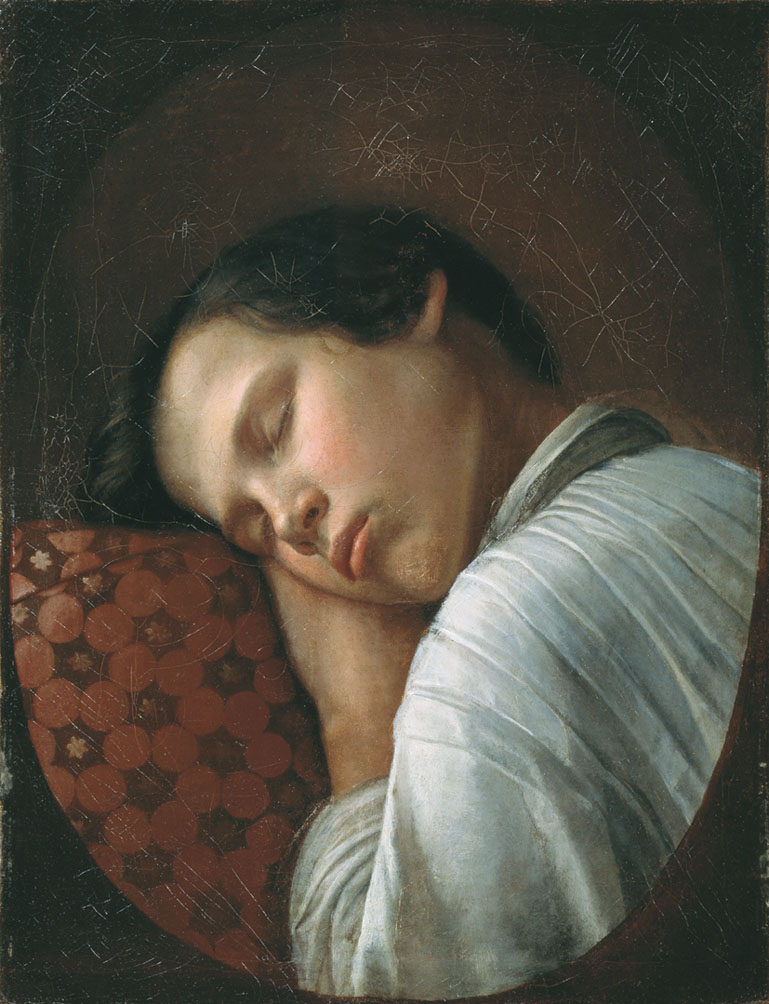
Никифор Крылов. Спящий мальчик

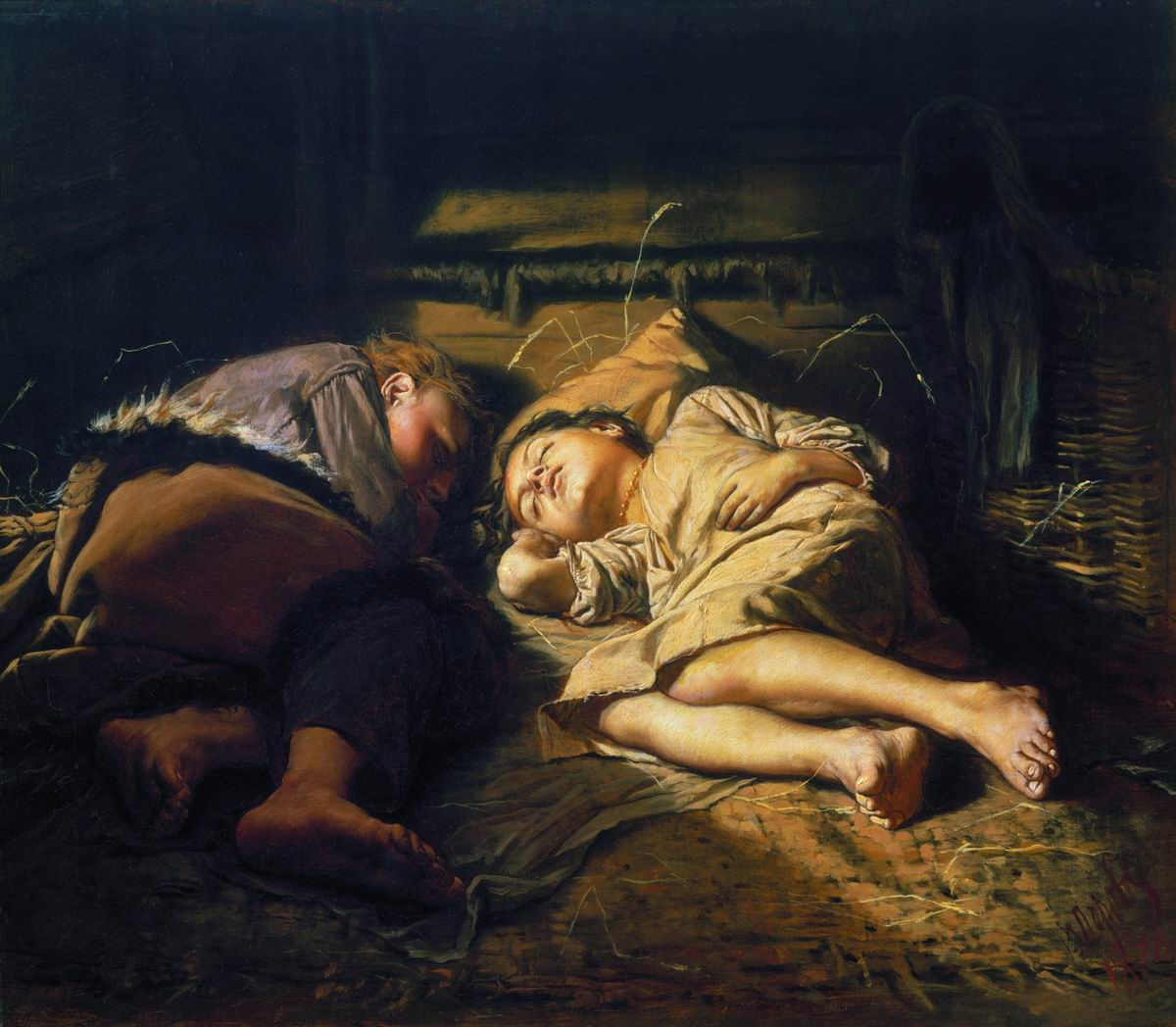
Василий Перов. Спящие дети

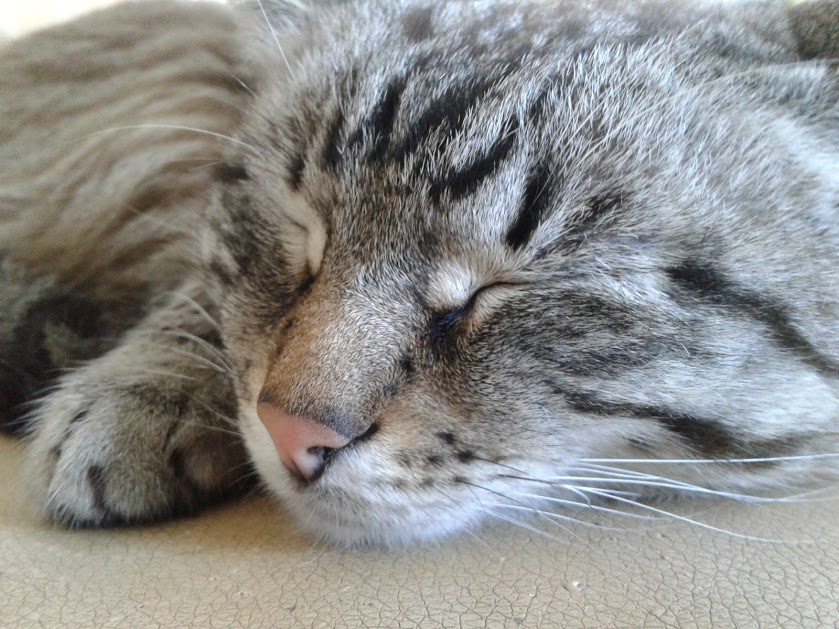
Спящий кот

Сон (лат. somnus) — периодически возникающее физиологическое состояние, противоположное состоянию бодрствования, характеризующееся пониженной реакцией на окружающий мир, присущее млекопитающим, птицам, рыбам и некоторым другим животным, в том числе насекомым и головоногим моллюскам. Циклическое чередование сна и бодрствования необходимо для функционирования всех высших животных. В сон впадают все животные, имеющие нервную систему (причём даже те, у кого нейроны не централизованы), а сноподобное состояние, периодически возникающее раз в сутки или чаще, есть и у животных, не имеющих нейронов.
Помимо этого, словом «сон» называют последовательность образов (формируемых в течение фазы т. н. «быстрого сна»), которые человек может помнить, — сновидение.
Физиологически обычный сон отличается от других, похожих на него состояний — анабиоза и спячки у животных, гипнотического сна, комы, обморока, летаргического сна.
Сон жизненно важен для здоровья, настроения, умственной деятельности, качества работы и социальной жизни. Выявлено множество влияющих на сон факторов, в частности, настроение, индивидуальность, качество сна, хронотип, демографические данные (возраст, пол, доход), а также гомеостатическая потребность во сне.

## Физиология

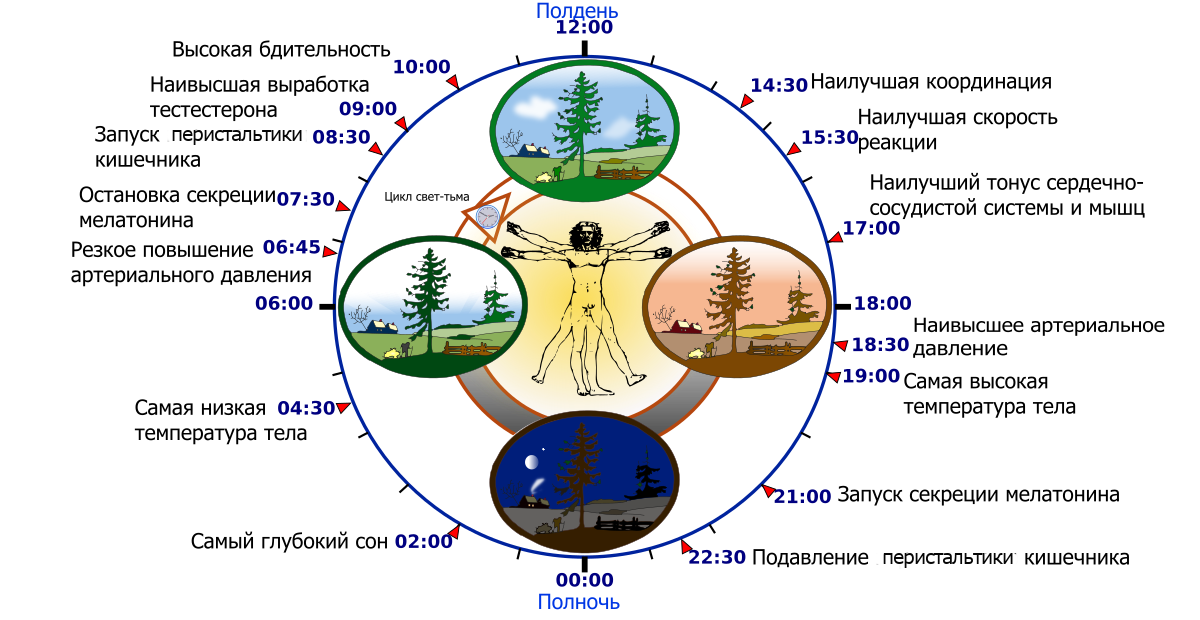
«Биологические часы» человека

### Суточная цикличность
Сон у человека сменяется состоянием бодрствования циклически, с периодом примерно 24 часа, связанным с естественным циклом освещённости. При этом ритм сон-бодрствование относится к группе так называемых «слабых» циркадных ритмов (как показывают эксперименты, человек может довольно долго жить по навязанному ему режиму сна-бодрствования с периодом, например, 21 или 27 часов:242, а также 20 или 28 часов, но сон в таких условиях не будет полноценным). В противоположность этому, околосуточные колебания уровня бодрости-сонливости, не являющиеся простым отражением цикла сон-бодрствование, относятся к группе «сильных» ритмов, таких как циркадные ритмы температуры тела и секреции мелатонина:248.
Человек относится к небольшому числу видов млекопитающих (в основном дневных приматов), у которых в течение суток можно выделить только один главный (в случае обезьяны и человека — ночной) эпизод сна:249.
Помимо ночного сна, в некоторых культурах существует физиологически обусловленный кратковременный дневной сон — сиеста.
В 1980-х годах исследователями была представлена математическая версия так называемой двухпроцессной модели регуляции сна. Хронобиологическую часть модели представляет процесс C (от англ. circadian — циркадный). Сомнологическую часть модели представляет процесс S (от англ. sleep — сон), который регулирует баланс между фазами сна и бодрствования — их продолжительность и интенсивность, поэтому процесс S называют гомеостатическим, или сомностатическим:249—250. Впоследствии появились различные модификации такой модели, а также предпринимались попытки развить её в трёхпроцессную:251—253.
Современный ритм жизни часто нарушает согласованность состояний сна и бодрствования с естественным циклом освещённости, что приводит к так называемому синдрому десинхроноза.

### Засыпание

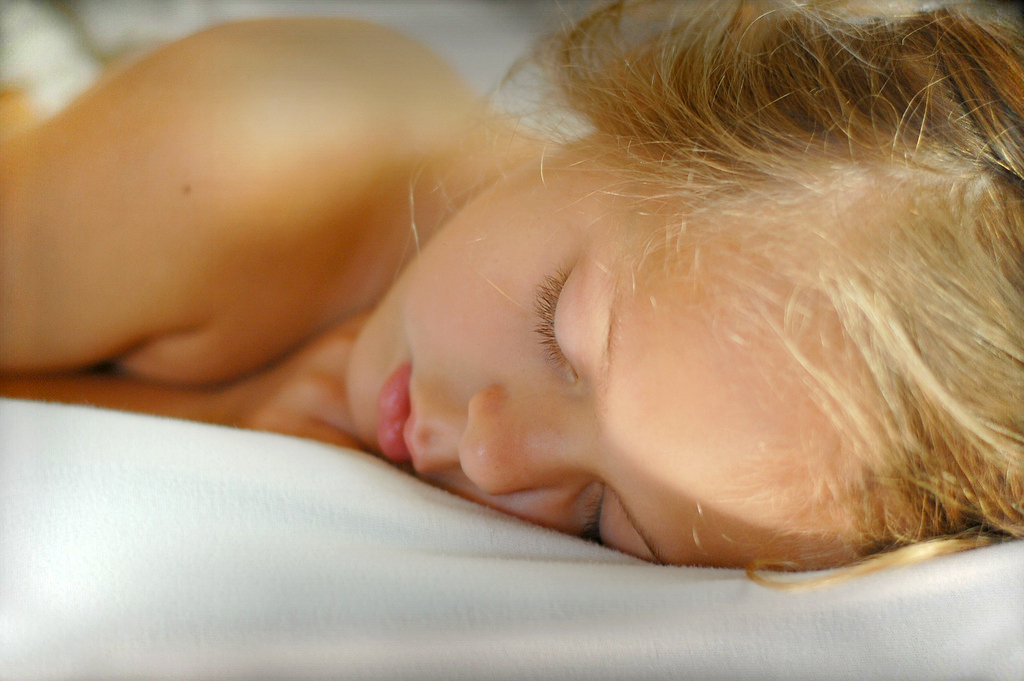
Сон связан с расслаблением мышц и уменьшением восприятия окружающих раздражителей

Непосредственно перед сном наступает состояние сонливости, снижения активности мозга, характеризующееся:
- снижением уровня сознания[7];
- зевотой;
- понижением чувствительности сенсорных систем;
- снижением частоты сердечных сокращений, снижением секреторной деятельности желёз (слюнных → сухость слизистой рта; слёзных → жжение глаз, слипание век).

Профессор Ричард Р. Будзин (Буцин) в Лаборатории исследований сна много лет изучал расстройства сна и рекомендует методику быстрого засыпания, основанную на шести этапах. В годовом отчёте по клинической психологии он описал различные психологические подходы, которые были использованы для лечения бессонницы. Подобное лечение ещё раньше было названо лечением стимульным контролем. Советы включают в себя: ложиться спать, только когда хочешь спать, использовать постель только для сна, не лежать в постели больше 10 минут, если не получается заснуть — сделать так, чтобы кровать ассоциировалась только с быстрым засыпанием, просыпаться утром по будильнику в одно и то же время, не спать днём.

### Структура сна
Сон — особое состояние сознания человека и животных, включающее в себя ряд стадий, закономерно повторяющихся в течение ночи (при нормальном суточном графике). Появление этих стадий обусловлено активностью различных структур мозга.
У здорового человека сон начинается с первой стадии медленного сна, которая длится 5—10 минут. Затем наступает 2-я стадия, которая продолжается около 20 минут. Ещё 30—45 минут приходится на период 3-й и 4-й стадий. После этого спящий снова возвращается во 2-ю стадию медленного сна, после которой возникает первый эпизод быстрого сна, который имеет короткую продолжительность — около 5 минут. Вся эта последовательность называется циклом. Первый цикл имеет длительность 90—100 минут. Затем циклы повторяются, при этом уменьшается доля медленного сна, и постепенно нарастает доля быстрого сна, последний эпизод, длительность которого в отдельных случаях может достигать 1 часа. В среднем при полноценном здоровом сне отмечается пять полных циклов. Последовательность смены стадий и их длительность удобно представлять в виде гипнограммы, которая наглядно отображает структуру сна пациента.

#### Медленный сон

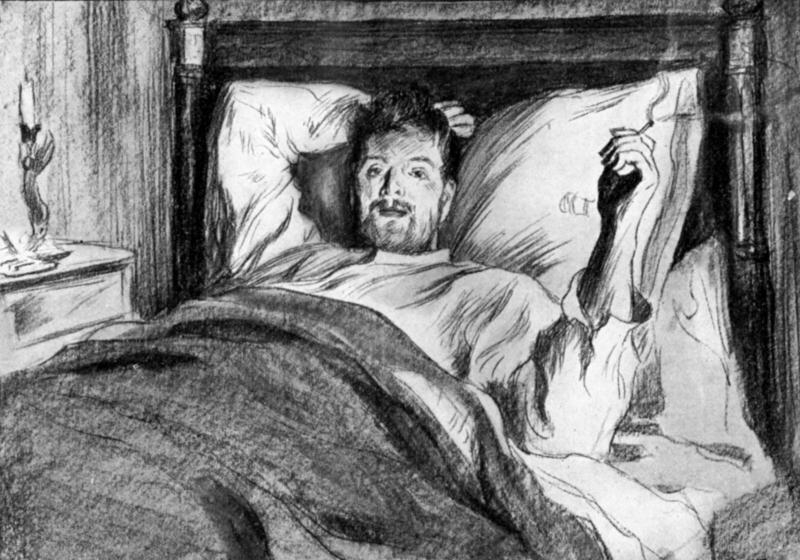
«Пробуждение», иллюстрация к произведению Льва Толстого

Медленный сон (син.: медленноволновой сон, ортодоксальный сон), длится 80—90 минут. Наступает сразу после засыпания.
- Первая стадия. Альфа-ритм уменьшается, и появляются низкоамплитудные медленные тета-ритмы, по амплитуде равные или превышающие альфа-ритм. Поведение: дремота с полусонными мечтаниями, абсурдными или галлюциногенными мыслями и иногда с гипнагогическими образами (сноподобными псевдогаллюцинациями). Мышечная активность снижается, снижается частота дыхания и пульса, замедляется обмен веществ и понижается температура, глаза могут совершать медленные движения. В этой стадии могут интуитивно появляться идеи, способствующие успешному решению той или иной проблемы, или иллюзия существования их. В ЭЭГ могут регистрироваться острые вертексные волны, POSTS, изредка наблюдается гипнагогическая гиперсинхрония. В этой стадии могут отмечаться гипнагогические подёргивания.
- Вторая стадия (неглубокий, или лёгкий, сон). Дальнейшее снижение тонической мышечной активности. Сердечный ритм замедляется, температура тела снижается, глаза неподвижны. Занимает в целом около 45—55 % общего времени сна. Первый эпизод второй стадии длится около 20 минут. В ЭЭГ доминируют тета-волны, появляются так называемые «сонные веретёна» — сигма-ритм, который представляет собой учащённый альфа-ритм (12—14—20 Гц). С появлением «сонных веретён» происходит отключение сознания; в паузы между веретёнами (а они возникают примерно 2—5 раз в минуту) человека легко разбудить[10]. Эпизодически сонные веретена могут включаться в структуру 3-й и 4-й стадий. Повышаются пороги восприятия.
- Третья стадия. Медленный сон. Стадия классифицируется как третья, если дельта-колебания (2 Гц) занимают менее 50 % и как четвёртая — если дельта составляет более 50 %.4-я стадия медленного сна, глубокий сон. ЭЭГ выделена красной рамкой

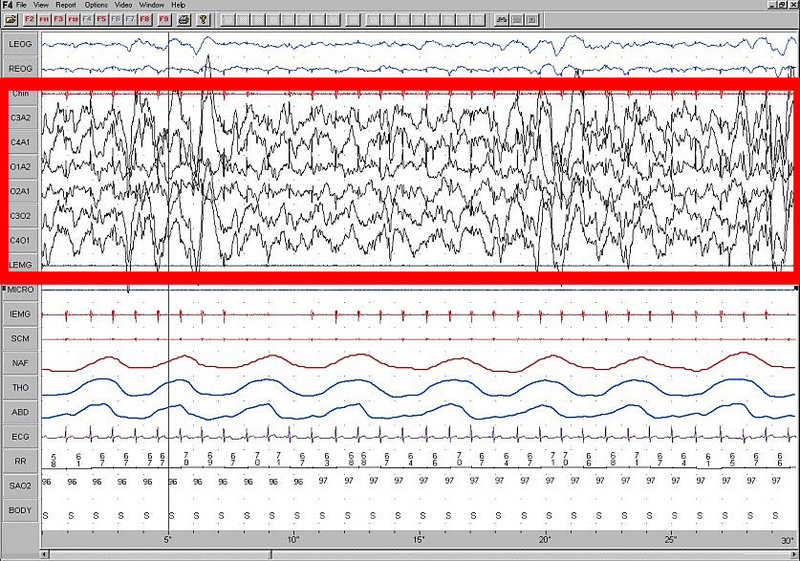
4-я стадия медленного сна, глубокий сон. ЭЭГ выделена красной рамкой

Предполагают, что медленный сон связан с восстановлением энергозатрат. Исследования показали, что именно фаза медленного сна является ключевой для закрепления осознанных «декларативных» воспоминаний.

#### Быстрый сон

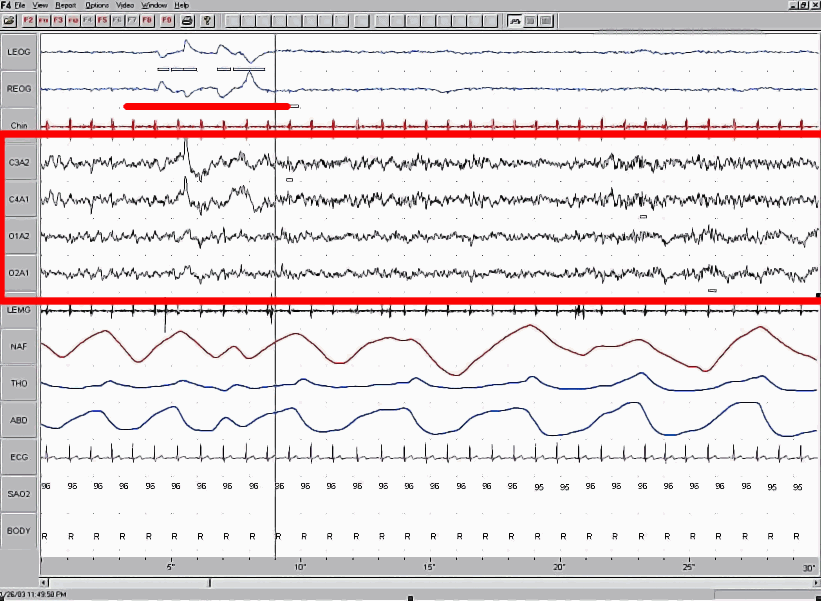
Быстрый сон. ЭЭГ выделена красной рамкой. Движения глаз подчёркнуты красным

Быстрый сон (син.: быстроволновой сон, парадоксальный сон, стадия быстрых движений глаз, или сокращённо БДГ-сон, REM-сон). Это — пятая стадия сна, она была открыта в 1953 году Клейтманом и его аспирантом Асеринским. Быстрый сон следует за медленным и длится 10—15 минут.
На ЭЭГ наблюдаются быстрые колебания электрической активности, близкие по значению к бета-волнам пилообразной волны. В этот период электрическая активность мозга сходна с состоянием бодрствования. Вместе с тем в этой стадии человек находится в полной неподвижности вследствие резкого падения мышечного тонуса. Однако глазные яблоки очень часто и периодически совершают быстрые движения под сомкнутыми веками. Существует отчётливая связь между БДГ и сновидениями. Если в это время разбудить спящего, то в 90 % случаев можно услышать рассказ о ярком сновидении.
Электроэнцефалограмма отражает состояние активации и походит скорее на ЭЭГ 1-й стадии сна. Первый эпизод быстрого сна наступает через 70—90 минут от момента засыпания, длится 5—10 минут. По ходу сна длительность последующих эпизодов БДГ-сна нарастает, достигая под утро нескольких десятков минут. У взрослого человека доля REM-фазы составляет около 20—25 % общего времени сна.
Фаза быстрого сна от цикла к циклу удлиняется, а глубина сна снижается. Часть прерванного быстрого сна должна восполняться в следующих циклах.
Предполагают, что быстрый сон обеспечивает функции психологической защиты, переработку информации, её обмен между сознанием и подсознанием.
Во время быстрого сна наблюдаются изменения в вегетативной сфере — усиление секреции гормонов надпочечников, усиление мозгового кровотока, изменение частоты сердечных сокращений, различные формы аритмий, подъёмы и падения артериального давления, изменения паттернов дыхания, эрекция полового члена или клитора.

## Нейроанатомия
В мозге есть скопления нейронов, возбуждение которых вызывает развитие сна (гипногенные центры). Три вида структур:
1. Структуры, обеспечивающие развитие медленного сна:
  - Передние отделы гипоталамуса (вентролатеральное преоптическое ядро)
  - Неспецифические ядра таламуса
  - Ядра шва (содержат тормозной медиатор серотонин)
  - Тормозной центр Моруцци (средняя часть моста)
2. Центры быстрого сна:
  - Голубое пятно
  - Вестибулярные ядра продолговатого мозга
  - Верхнее двухолмие среднего мозга
  - Ретикулярная формация среднего мозга (центры БДГ)
3. Центры, регулирующие цикл сна:
  - Голубое пятно (стимуляция — пробуждение)
  - Отдельные участки коры больших полушарий

## Описание

### Функции
Сон имеет важное значение для организма млекопитающих, в том числе для человека, а длительное отсутствие сна убивает организм. При нехватке сна ухудшаются когнитивные функции, причём внимание снижается в большей степени, чем остальные. В экспериментах М. М. Манасеиной и других учёных было выяснено, что сон необходим для здоровья как головного мозга, так и внутренних органов. В результате депривации сна происходят изменения в головном мозге — в частности, в мозговой ткани накапливаются продукты деятельности нейронов, в том числе бета-амилоида, накопление которого является причиной болезни Альцгеймера. Также в результате депривации сна возникают изменения внутренних органов, причём в отсутствие стресса изменения во внутренних органах при депривации сна более выражены, чем в головном мозге.
Существует несколько теорий о функциях сна. Согласно основной, наиболее обоснованной теории, сон нужен головному мозгу для нормализации контактов между нейронами и для выведения продуктов метаболизма нейронов. В основе так называемой висцеральной теории сна лежит недавно обнаруженный во время сна процесс обработки головным мозгом сигналов от внутренних органов.
- Сон способствует переработке и хранению информации[13]. Сон (особенно медленный) облегчает закрепление изученного материала, быстрый сон реализует подсознательные модели ожидаемых событий.[источник не указан 1514 дней]
- Во сне мозг убирает ненужные нейронные связи[12].
- Сон обеспечивает выведение из мозга вредных продуктов жизнедеятельности мозговых клеток[14][12]. Функционирующая в мозге так называемая «глимфатическая система» наиболее активна в ночной период суток, во время фазы медленного сна[15][16].
- Есть предположение, что сон позволяет нейронам провести репарацию («ремонт») ДНК, повреждения которых неминуемо накапливаются в ходе функционирования нейронов[17][18].
- Сон связан с иммунитетом. При депривации сна нарушается регуляция инфламмасомы NLRP3, а недостаток NLRP3 вызывает нарушения сна. Депривация сна действует подобно инфекции. При инфекционном заболевании регуляторные белки вызывают сон[19][20].
- Здоровый сон снижает риск госпитализации из-за инфекций[21].

Висцеральная теория сна утверждает, что во сне центральная нервная система занимается анализом и регулировкой работы внутренних органов. Сторонники этой гипотезы предполагают, что одновременно с процессом восстановления самого мозга во сне головной мозг настраивает работу органов и помогает им восстановиться, но механизм такой работы на 2020 год не выяснен.

### Сновидения
Сновидения возникают, как правило, в фазе быстрого сна. Новейшие исследования доказывают, что сновидения возникают также и во время медленного сна, но их продолжительность короче и они не такие эмоциональные.

### Дыхание во сне
Дыхание во сне существенно изменяется в соответствии с фазой сна.
Существует тесная связь между сном ребёнка и различными формами расстройств дыхания. Сон ребёнка — это то состояние, при котором нарушения реализуются наиболее отчётливо, а в ряде случаев эти нарушения выявляются исключительно во время сна.

## Гигиена

### Необходимая продолжительность
| Возраст         | Продолжительность сна, час/сут | Продолжительность сна, час/сут |
| Возраст         | рекомендуемая                  | приемлемая                     |
| --------------- | ------------------------------ | ------------------------------ |
| 0—3 месяца      | 14…17                          | 11…19                          |
| 4—11 месяцев    | 12…15                          | 10…18                          |
| 1—2 года        | 11…14                          | 9…16                           |
| 3—5 лет         | 10…13                          | 8…14                           |
| 6—13 лет        | 9…11                           | 7…12                           |
| 14—17 лет       | 8…10                           | 7…11                           |
| 18—25 лет       | 7…9                            | 6…11                           |
| 26—64 года      | 7…9                            | 6…10                           |
| 65 лет и старше | 7…8                            | 5…9                            |

Средняя продолжительность сна человека зависит от многочисленных факторов: начиная от возраста, пола, образа жизни, состояния здоровья, питания и степени усталости, до внешних факторов (время года, общий уровень шума, местонахождение и т. д.). При нарушениях сна его длительность может составлять от нескольких секунд до нескольких суток. Также бывают случаи, когда взрослому человеку требуется 12 часов, чтобы выспаться и восстановить запас сил после тяжёлой работы или бессонных ночей. Нарушение физиологической структуры сна считается фактором риска, который может приводить к бессоннице.
Детям для нормального развития необходим более продолжительный сон — до 18 часов в сутки для новорождённых с постепенным снижением нормы к подростковому возрасту. В 2015 году после двухлетних исследований, проведённых в США, появились заново пересмотренные рекомендации по необходимой продолжительности сна, представленные в таблице.
Индивидуальная потребность в необходимой продолжительности сна различна. Исследования близнецов доказывают, что характеристики сна находятся под сильным генетическим влиянием. Показано, что 46 % изменчивости продолжительности сна и 44 % изменчивости качества сна обусловлены генетически.
Изменение продолжительности сна от времени года изучалось в основном в связи с сезонным аффективным расстройством (САР). Продолжительность сна зимой людей, страдающих САР (их по оценкам около 6 %) или более лёгкой формой депрессии (до 14 %) может быть, соответственно, на 2,5 ч или на 1,7 ч больше, чем летом, а в среднем для взрослых даётся разница 0,7 ч (около 40 мин). По данным телефонного опроса жителей Мэриленда, не страдающих САР, средняя продолжительность сна зимой составляла 7,41 ч по сравнению с 7,05 ч летом (разница около 22 мин). Согласно ещё одним исследованиям, студенты колледжей в США спят зимой на 24,6 мин дольше, чем летом. Исследование, проведённое в США на выборке работников в сфере информации, имеющих высшее образованием и гибкий рабочий график, показало, что наиболее сильное сезонное влияние на продолжительность сна и период бодрствования отмечено весной (апрель — май), когда продолжительность сна наименьшая, а начало бодрствования наиболее раннее.
В системном обзоре Уорикского университета отмечается, что риск смертности среди тех, кто спал 6 часов в сутки и меньше, выше на 12 % по сравнению с теми, кто спит 7—8 часов в сутки. Среди тех, кто спит 9 часов в сутки и больше, этот показатель выше на 30 %. Повышение риска смерти у тех, кто спит долго, связывают с сопутствующими заболеваниями и другими негативными факторами, в частности, с такими как депрессия, низкий социально-экономический статус, безработица, низкий уровень физической активности, недиагностированные заболевания и связанная с раком усталость.

### Оптимальный интервал суток
Людям с относительно большой продолжительностью сна желательно в максимально возможной степени адаптировать свой повседневный ритм жизни к циркадному ритму, так как сон в «неправильное» время менее эффективен. Лучше всего, когда следующие два события близки к середине сна (установлено, что сон в период между этими двумя событиями наиболее эффективен):
- максимальная концентрация мелатонина в крови;
- минимальная температура тела.

Многочисленные исследования показывают, что лучшее время для 8-часового сна — приблизительно с 22:00 до 6:00 по местному солнечному времени. Однако это время зависит от хронотипа человека — для «жаворонков» или для «сов» оно смещается в ту или иную сторону. Известным является факт изменения хронотипа с возрастом — по мере взросления (примерно до 20 лет) среди детей всё больше становится «сов». Поэтому интервал необходимого сна у подростков, например 9 часов, имеет тенденцию к смещению на более позднее время суток, что при традиционном начале учебного дня может приводить к хроническому недосыпу.
Распространённое мнение, что сон до полуночи полезнее, чем сон после полуночи (существуют так называемые таблицы ценности часов сна), не подтверждается строгими научными данными. Более того, появились результаты исследования возможной связи времени начала сна с риском развития сердечно-сосудистых заболеваний, особенно у женщин. Показано, что этот риск наименьший, если интервал начала сна 22:00—22:59 и на 12 % выше, если интервал 23:00—23:59. Однако риск возрастает на 24 %, если начало сна ранее 22:00, и на 25 %, если начало сна позднее 0:00.

### Другие условия
Исследования учёных подтверждают гипотезу о том, что освещение во время сна может способствовать ожирению и развитию различных заболеваний, в том числе онкологических. В качестве причины указывается недостаток мелатонина, выработка которого происходит в ночное время, а пик часто наступает в 2:00—3:00:14 по местному солнечному времени. Изменение светового режима нарушает суточный ритм выработки мелатонина и снижает его концентрацию в крови.
В регионах, расположенных в средних и высоких широтах, с продолжительным световым днём в летний период, а также в городах с интенсивным ночным освещением в ночное время суток желательно спать при плотно закрытых шторах. Кроме того, не следует засыпать при свете или включённом телевизоре. Лучше, если в помещении для сна будет полная темнота. Быстрому засыпанию, как показали эксперименты, способствует более низкая температура воздуха в помещении.
В отмеченных выше регионах в зимний период световой день короткий. Проведённые в 2009 году исследования показали, что у учащихся средней школы, не подвергавшихся воздействию дневного света в утренние часы из-за относительно раннего начала учебного дня, начало ночного сна сдвигается на более позднее время суток, что может приводить к недосыпанию и снижению успеваемости.

## Влияние на жизнедеятельность

### Длительный сон в выходные дни
Вопрос компенсации недосыпания в течение рабочей недели продолжительным сном в выходные дни исследовался в научных кругах. Шведские учёные установили, что риск ранней смерти у людей, которые спят менее 5 часов в рабочие дни, но пытаются компенсировать это длительным сном в выходные, не превышает аналогичный показатель у людей, высыпающихся каждый день. Однако исследования американских учёных показали, что давление, уровень холестерина и другие важные показатели организма оказались лучше у тех, кто спал положенные 7—8 часов в течение всей недели. Кроме того, длительный сон в выходные дни может приводить к бессоннице, так как поздний подъём не способствует последующему необходимому засыпанию в привычное время.
Разная продолжительность сна в рабочие и выходные дни провоцирует ожирение, головную боль, хроническую усталость, повышает риск развития сердечно-сосудистых заболеваний, вероятность инсультов и инфарктов. Например, по поводу ожирения отмечается, что многие метаболические процессы подчиняются суточному ритму и для них важен нормальный сон. Нарушения сна приводят к повышению в организме уровня грелина (гормона голода) и снижению уровня лептина (маркера достатка энергии) — у человека неосознанно повышается аппетит. Это проверялось в лабораторных исследованиях и на животных, и на людях: хроническое недосыпание приводит к повышению аппетита, увеличению суммарного потребления калорий в сутки и лишнему весу.
Чаще страдают недосыпанием в рабочие дни «совы» — обычные графики работ принуждают их к неестественному ритму сна, поскольку им приходится просыпаться с «жаворонками», а заснуть они могут слишком поздно. Из-за недосыпания у «сов» ухудшается здоровье, что включает в себя более высокий риск возникновения депрессий, тревожных расстройств, диабета, рака, сердечных болезней и инсультов. Им требуются более гибкие рабочие графики, лучше приспособленные для всех хронотипов, а не только для одного.

### Депривация сна
Лишение сна является очень тяжёлым испытанием. В течение нескольких дней сознание человека теряет ясность, он испытывает непреодолимое желание уснуть, периодически «проваливается» в пограничное состояние со спутанным сознанием. Этот способ психологического давления используется при допросах и рассматривается как изощрённая пытка.
Эксперименты показывают, что здоровые люди пожилого возраста, по сравнению с молодыми людьми, легче сохраняют приемлемый уровень бодрости и внимания при необходимости бодрствовать после депривации предшествующего ночного сна:264.

### Производительность труда
Согласно исследованиям, количество часов сна в течение ночи сильно влияет на производительность труда как в течение дня, так и в долгосрочной перспективе. Недосыпание в течение ночи приводит к когнитивным нарушениям. Ежедневное недосыпание приводит к накапливаемому с каждым последующим днём снижению производительности труда. При нормальном количестве часов полноценного ночного сна (7—8 часов) ежедневная производительность труда сохраняется на высоком и примерно одинаковом уровне.
Эффекты от фрагментированного и некачественного сна неотличимы от недостатка сна. Согласно исследованиям, проведённым профессором Майклом Боннетом в 1987 году, эффект от воспроизведения звука определённой тональности каждые 2—3 минуты во время сна сравним с полным отсутствием сна. Эффект сохранялся как при периодическом пробуждении подопытного, так и при продолжительном сне с реакцией в виде изменения активности электроэнцефалограммы мозга.

## Сиеста
Послеполуденный кратковременный сон-отдых — сиеста — является историческим элементом культуры многих народов. Чаще всего он встречается в жарких странах. Привычка сиесты распространена в странах Средиземноморья и некоторых странах Центральной Америки. Гипотеза о том, что сиеста может снижать риск смерти от сердечного приступа была выдвинута исходя из того, что в странах, где она распространена, ниже уровень смертности от данной причины. Недавнее исследование, проведённое в Греции совместно университетом Афинской медицинской школы и Гарвардом, показало наличие связи между получасовым послеполуденным отдыхом-дрёмой хотя бы трижды в неделю и снижением риска гибели от сердечного приступа на 37 %.

## Патологии
- Диссомнии — нарушения ночного сна, например, бессонница (инсомния). Причины: неврозы, психозы, органические поражения мозга (энцефалит, эпилепсия), соматические заболевания.
- Апноэ во сне — психогенное либо механическое нарушение дыхания во сне.
- Гиперсомнии — непреодолимая патологическая сонливость. Примеры: нарколепсия, летаргический сон.
- Парасомнии. Причина: невроз. Примеры: сомнамбулизм (снохождение/лунатизм), скрежетание зубами, ночные кошмары, эпилептические припадки и т. д.
- Сонный паралич — состояние, когда паралич мышц наступает до засыпания или после пробуждения.

При стойких нарушениях сна бывают ситуации, когда необходимо вмешательство врача.
В новостных изданиях опубликованы несколько случаев многолетнего полного отсутствия сна у человека, но правдивость такой информации сомнительна.
Качество сна ухудшается с возрастом. По мере старения люди начинают хуже спать и чаще просыпаться, они теряют способность к глубокому восстанавливающему сну. Когда мозг стареет, то зоны, отвечающие за сон, начинают понемногу деградировать; одновременно страдают когнитивные функции. Данные изменения организма начинаются примерно с 35 лет.

## Управление сном

### Осознанное сновидение
Иногда спящий человек может отдавать себе отчёт в том, что он находится во сне. Это может случаться как спонтанно, так и после различных тренировок. Такое состояние называется осознанное сновидение.

### Фармакологические средства
Лекарственные средства иногда назначают симптоматически, так же, как и седативные препараты. Фармакологическая регуляция сна без назначения врача может быть очень опасна, кроме того, при длительном применении снотворных их эффект уменьшается. Тем не менее, злоупотребление снотворными и успокаивающими препаратами — распространённое и опасное явление в развитых индустриальных странах.
К числу успокаивающих и снотворных средств длительное время причисляли такие наркотики, как опиум и морфин, однако из-за опасности наркомании в настоящее время их в этом качестве не употребляют.
Очень долго, более 100 лет, в качестве снотворного средства использовали люминал и другие барбитураты.
Мелатонин является одним из наиболее современных препаратов, на который возлагают большие надежды из-за его физиологичности.
По данным последних исследований, дефицит магния часто приводит к нервозности, раздражительности, а также к бруксизму — непроизвольному скрежету зубами во сне. Также установлено, что магний способствует выработке мелатонина. Тем не менее, магний сам по себе играет самостоятельную роль в создании спокойного, комфортного состояния, снимая стрессы и расслабляя излишне напряжённые мышцы. Поэтому приём магния должен быть составной частью любой диетологической программы для улучшения сна.

### Электросон
Электросон — метод нейростимулирующей терапии, при котором в результате воздействия на ЦНС пациента импульсным током низкой частоты и малой силы возникает состояние сонливости либо сна. Это метод лечебного воздействия на человека постоянным импульсным током, низкой частоты (1—160 Гц), малой силы (до 10 мA), с длительностью импульсов от 0,2 до 2 мс. Электросон оказывает транквилизирующee, седативнoe, а также стимулирующее и некоторые другие воздействия и рекомендуется как восстанавливающая процедура при широком спектре расстройств и заболеваний.

## История изучения
В прошлом существовало множество различных теорий сна, которые формировались по мере развития естествознания, физиологии и медицины. В истории «науки о сне» важную роль сыграли исследования М. М. Манасеиной (1843—1903), ученицы физиолога И. Р. Тарханова. В 1870-х гг. она изучала значение сна для организма на щенках и пришла к выводу, что сон для организма важнее пищи. Научную теорию сна создал И. П. Павлов, показавший, что действительной причиной сна являются особые нервные процессы возбуждения и торможения, происходящие в головном мозге.
Современные представления о природе сна сформировались во второй половине XX века, после появления методов регистрации биоэлектрической активности головного мозга (электроэнцефалограмма, ЭЭГ), мышц (электромиограмма, ЭМГ) и глаз (электроокулограмма, ЭОГ). Крупным достижением в этой области было открытие в 1950-е гг. Н. Клейтманом, У. Дементом (США) и М. Жуве (Франция) явления «парадоксального сна».
Кроме физиологических особенностей сна, изучаются его психологические особенности. Для этого существуют методы субъективной оценки качества сна, к ним относятся, например, такие опросники: индекс тяжести сна — шкала, разработанная Ч. Морином для оценки качества сна при бессоннице; опросник содержания мыслей перед сном Глазго разработан К. Харви и К. Эспи для оценки когнитивных руминаций перед сном, мешающих засыпанию при хронической инсомнии.
Новой областью изучения является функционирование генов, тем или иным образом связанных со сном. Так, в апреле 2017 года Университет штата Вашингтон опубликовал результаты экспериментов, показывающих связь между циклом засыпания и пробуждения у мышей и экспрессией гена FABP7, найденного у 3 видов млекопитающих, включая человека. Повреждение этого гена вызывало более прерывистый сон.
Американцы Джеффри Холл и Майкл Росбаш провели исследования на мушках-дрозофилах с целью обнаружения молекулярных механизмов, которые контролируют циркадные ритмы и в 1984 году смогли выделить и секвенировать ген, формирующий и управляющий этими механизмами. Ген отвечает за синтез белка PER, который вырабатывается и накапливается ночью. При достижении определённой его концентрации происходит блокировка процесса синтеза и постепенное разрушение PER в течение дня с последующим снятием блокировки и возобновления синтеза, что образует ингибиторную петлю по PER и формирует 24-часовой суточный цикл. Майкл Янг в 1994 году идентифицировал ещё несколько белков, обеспечивающих точную настройку клеточных часов. За эти открытия им в 2017 году была присуждена Нобелевская премия по физиологии или медицине.

## У животных

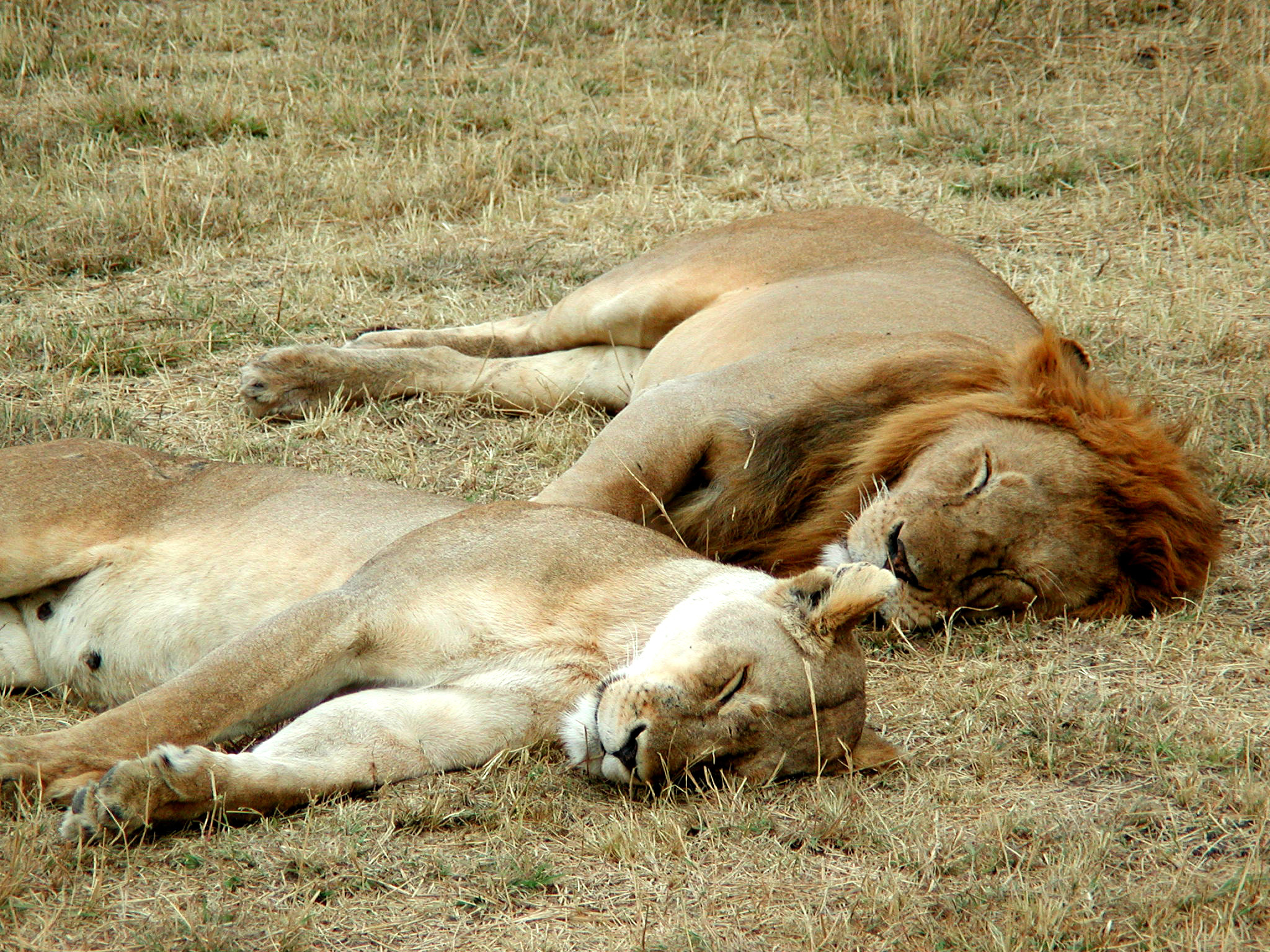
Спящие львы, Серенгети

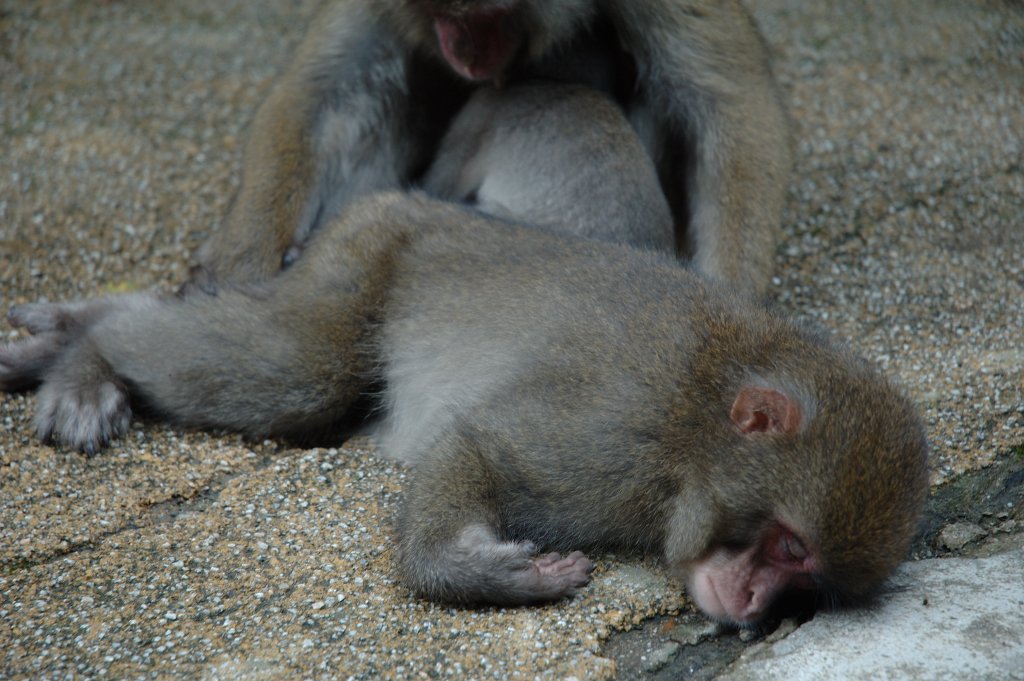
Спящие японские макаки

Китообразные (в том числе дельфины), птицы и крокодилы обладают интересной способностью к одностороннему (однополушарному) сну. Они спят «наполовину»: с одним бодрствующим полушарием. Спящее и бодрствующее полушария меняются. Эта способность животных, живущих в море, объясняется необходимостью поддерживать дыхание (им требуется всплывать время от времени, чтобы набрать воздух) или же необходимостью не отбиться от группы. Бутылконосые дельфины и косатки в первый месяц жизни вообще не нуждаются во сне. У птиц и крокодилов функция одностороннего сна помогает обезопасить себя от врагов. Люди и другие наземные млекопитающие, во время сна полностью отключающиеся от окружающего мира, являются исключением. Вероятно, однополушарный сон возник у общего предка современных архозавров, а затем независимым образом сформировался у морских млекопитающих. Самцы австралийских сумчатых мышей добровольно лишают себя сна в брачный сезон. Самцы антехинусов спят не более трех часов в сутках и живут один год, что вдвое меньше продолжительности жизни самок.
Птицы могут спать сидя, стоя, а некоторые даже на лету или «на плаву» (например, утки). Мигрирующие птицы выработали интересный механизм, который позволяет им спать во время длительных перелётов: каждые 10—15 минут птица залетает в центр стаи и лишь слегка машет крыльями. Она парит на воздушных потоках, которые создаёт вся стая. Потом птицы меняются местами. Стрижи во время зимовки более двухсот дней вообще не садятся на землю и не спят. Большие фрегаты спят по очереди одним полушарием мозга во время парения в потоках воздуха над океаном.
Лошади и овцы могут спать стоя или лёжа, однако во сне в положении стоя не проявляется фаза БДГ.
Кошки спят около 16 часов в сутки. Жирафы спят на коленях, заворачивая шею вокруг ног, львы лежат на спине, сложив передние лапы на груди, крысы укладываются на бок, а хвост закручивают к голове. Так же спят и лисы. Летучие мыши засыпают, только подвесившись вниз головой.
Холоднокровные животные, вроде ящериц, черепах и рыб, тоже спят, хотя ранее считалось, что они просто замирают с наступлением ночи.
Некоторые позвоночные не спят вовсе.

## Интересные факты
- С 2008 года по инициативе Международной ассоциации медицины сна (англ. World Association of Sleep Medicine) ежегодно в пятницу второй недели марта отмечается всемирный день сна[69].
- В 2015 году учёные выяснили, что сон удваивает вероятность того, что человеку удастся вспомнить недавно забытую информацию[70]. В ходе эксперимента учёные просили испытуемых выучивать по несколько слов на иностранном языке в день, а затем несколько раз проверяли, насколько хорошо люди усваивали информацию: в первый раз — непосредственно после заучивания слов, второй раз — после 12-часового перерыва, а третий — на следующий день, после полноценного ночного сна.
- Август Кекуле открыл во время сна формулу бензола.
- Существует миф, что Д. И. Менделеев открыл периодическую систему химических элементов во сне, хотя известно, что на самом деле она являлась результатом долгой работы.

### На русском языке
- Аристотель. О сновидениях / перев. и научн. комм. О. А. Чулкова // AKADHMEIA: Материалы и исследования по истории платонизма. Вып.6. Сб. статей. — СПБ., 2005. — С. 420—432.
- Аристотель. О предсказаниях во сне // Интеллектуальные традиции античности и средних веков (Исследования и переводы). — М. : Кругъ, 2010. — С. 169—175.
- Борисова, А. Нобелевские сны: как изучение белка PER подскажет правильный режим дня // РБК : газета. — 2017. — 6 октября.
- Вейн А. М. Патология мозга и структура ночного сна. Материалы симпоз. «Механизмы сна». — Л. : Наука, 1971.
- Вейн А. М. Бодрствование и сон. — М.: Наука, 1970. — 125 с.
- Вейн А. М. Три трети жизни. — М.: Знание, 1979. — 144 с . — (Наука и прогресс).
- Вейн А. М. Сон — тайны и парадоксы.
- Доддс Э. Р. Образы сновидений и образы культуры // Доддс Э. Р. Греки и иррациональное. — СПб., 2000. — С. 152—197.
- Карасёв Л. В. Метафизика сна // Сон — семиотическое окно. — Милан, 1994.
- Ковальзон, В. М. Стресс, сон и нейропептиды // Природа : журнал. — 1999. — № 5. — С. 63—70.
- Ковальзон, В. М. Природа сна // Природа : журнал. — 1999. — № 8. — С. 172—179.
- Протопопова И. А. О сновидениях в античной Греции // Русская антропологическая школа. Труды. Вып. 2. — М.: РГГУ, 2004. — С. 163—190.
- Резник, Н. Л. Занятия спящего мозга // Химия и жизнь : журнал. — 2014. — № 3.
- Ротенберг, В. С. Адаптивная функция сна, причины и проявления её нарушения. — М. : Наука, 1982.
- Ротенберг , В. С. Гл. 2. Сон и адаптация // Поисковая активность и адаптация / В. С. Ротенберг , В. В. Аршавский . — М. : Наука, 1984.
- Тонони Д., Чирелли К. Убирая лишнее // В мире науки : научно-популярный журнал. — 2013. — № 10.
- Тхостов А. Ш., Рассказова Е. И. Методы оценки субъективного качества сна и мыслей перед сном. — М. : Методическое пособие, 2008.
- Международная классификация болезней : десятого пересмотра (МКБ-10). Классификация психических и поведенческих расстройств: клинические описания и указания по диагностике. Пер. с англ. (WHO, 1992). — СПб.: Оверлайд, 1994.
- Резник, Н. Сонное царство : [арх. 27 сентября 2022] // Химия и жизнь : журн. — 2022. — № 6.

### На английском языке
- Bar-Yam, Y. Dynamics of Complex Systems. — 2003. — Chapter 3.
- Foldvary-Schaefer N., Grigg-Damberger M. Sleep and epilepsy: what we know, don't know, and need to know :  [англ.] // J Clin Neurophysiol. — 2006. — Vol. 23, no. 1 (February). — P. 4—20. — PMID 16514348.
- Gilmartin G., Thomas R. Mechanisms of arousal from sleep and their consequences :  [англ.] // Curr Opin Pulm Med : journal. — 2004. — Vol. 10, no. 6 (September). — P. 468—74. — PMID 15510052. [Review]
- Gottlieb D., Punjabi N., Newman A., Resnick H., Redline S., Baldwin C., Nieto F. Association of sleep time with diabetes mellitus and impaired glucose tolerance :  [англ.] // Arch Intern Med : journal. — 2005. — Vol. 165, no. 8 (25 April). — P. 863—867. — PMID 15851636.
- Legramante J., Galante A. Sleep and hypertension: a challenge for the autonomic regulation of the cardiovascular system :  [англ.] // Circulation : journal. — 2005. — Vol. 112, no. 6 (9 August). — P. 786—8. — PMID 16087808.
- Feinberg I. Changes in sleep cycle patterns with age // J Psychiatr Res. — 1974. — Vol. 10, no. 3-4. — P. 283—306. [review]
- Zepelin H. Normal age related changes in sleep // Sleep Disorders: Basic and Clinical Research / ed. by M. Chase, E. D. Weitzman. — New York : SP Medical, 1983 . — P. 431—434.
- Morrissey M., Duntley S., Anch A., Nonneman R. Active sleep and its role in the prevention of apoptosis in the developing brain :  [англ.] // Med Hypotheses : journal. — 2004. — Vol. 62, no. 6. — P. 876—9. — PMID 15142640.
- Marks G., Shaffery J., Oksenberg A., Speciale S., Roffwarg H. A functional role for REM sleep in brain maturation :  [англ.] // Behav Brain Res : journal. — 1995. — Vol. 69, no. 1—2. — P. 1—11. — PMID 7546299.
- Mirmiran M., Scholtens J., van de Poll N., Uylings H., van der Gugten J., Boer G. Effects of experimental suppression of active (REM) sleep during early development upon adult brain and behavior in the rat :  [англ.] // Brain Res : journal. — 1983. — Vol. 283, no. 2—3 (April). — P. 277—86. — PMID 6850353.
- Zhang, J. Memory process and the function of sleep :  [англ.] // Journal of Theoretics. — 2004. — Vol. 6, no. 6 (October).
- Diagnostic and statistical manual of mental disorders (DSM-IV). — 4th ed. — Washington DC : Amer. Psych. Press, 1994.
- ICSD — International Classification of Sleep Disorders. Diagnostic and Coding Manual Diagnostic Classification Steering. Committee. — Rochester, 1990. — P. 396.
- Sleep and sleep disorders :  [англ.] : сб.. — The Lancet, 2022. — 14 September. — (Series from the Lancet journals).

### Видеоматериалы
- Природа сна : видеолекция / В. М. Ковальзон (д. б. н.). — 09.10.2009. на YouTube